# مالاخوو
مالاخوو (به لاتین: Malakhovo) یک منطقهٔ مسکونی در روسیه است که در سرزمین آلتای واقع شده‌است.